# Cyclosa concolor
Cyclosa concolor är en spindelart som beskrevs av Lodovico di Caporiacco 1933. Cyclosa concolor ingår i släktet Cyclosa och familjen hjulspindlar.
Artens utbredningsområde är Libya. Inga underarter finns listade i Catalogue of Life.